# Історіограф
Історіограф — назва особи, якому уряд доручає історіографію, тобто написання офіційної історії своєї держави.

## В Європі
У Французькому королівстві титул історіографа відомий з 1437 року, однак призначення були хаотичними, обов'язки історіографа і сама назва посади сильно варіювалася від царювання до царювання, десятиліттями вона залишалася вакантною.
Певний порядок внесло призначення в 1554 році на посаду «королівського історіографа» (historiographe du roi) П'єра де Паскаля. З тієї пори і до падіння старого порядку історіографія розглядалася при дворі як безперервна та колективна діяльність. Шарль Сорель прирівнював історіографа за значенням до вищих коронних чинів. У різний час цю позицію займали Мезере, Расін, Вольтер.
З Франції посада історіографа була запозичена Бургундією XV століття і багатьма іншими європейськими монархіями. При версальському та деяких інших дворах за володіння почестями історіографа точилися неабиякі інтриги; часто отримували призначення літератори, які не мали жодного досвіду написання історичних творів.
В Англії придворний чин королівського історіографа був введений при реставрації Стюартів в 1660 році і проіснував до 1727 року. Власникові чину належала платня в 200 фунтів стерлінгів. Найвідомішим його володарем був Джон Драйден, який одночасно носив звання поета-лауреата. Аналогічний чин в Шотландії був відроджений в 1781 році для Вільяма Робертсона. Зберігається донині як почесне звання шотландських професорів історії, однак ніякої винагороди не передбачає.
У Швеції першим королівським історіографом був Даніел Хейнсій; за ним пішли Мессеніус, Пуфендорф, Далін та інші. Особливістю цієї посади було те, що її могли займати не лише шведи, а й іноземці (іноді кілька людей разом). Позиція королівського історіографа Швеції була скасована в 1835 році.

## В Російській імперії
Спочатку історіограф передбачався при задуманій Петром I Академії наук; ще в 1725 році Л. Блюментрост шукав для неї за кордоном «відомого історика, який би міг бути наділений званням історіографа». В 1747 році історіографом був визначений Г. Ф. Міллер, з зобов'язанням «високий її імператорської величності інтерес та Академії честь і користь всіляко спостерігати». Через 20 років наступником Міллера був призначений князь М. М. Щербатов.
Імператор Олександр I іменним указом від 31 жовтня 1803 року дарував звання історіографа Миколі Михайловичу Карамзіну; до звання тоді ж було додано 2 тис. крб. щорічної платні, що дорівнювало «професорській» зарплаті. Титул історіографа в Росії після смерті Карамзіна не поновлювався, хоча його і намагалися отримати М. П. Погодін і С. М. Соловйов.
У науково-популярних виданнях згадується, що наступником Карамзіна як історіографа став у липні 1831 року А. С. Пушкін. Насправді існує тільки резолюція Миколи I на прохання поета про дозвіл працювати в архівах, викладена А. Х. Бенкендорфом: «Написати гр. Нессельроде, що государ велів його прийняти в Іноземну колегію з дозволом ритися в старих архівах для написання історії Петра Першого».
У 1911 році клопотав про присвоєння звання історіографа В. С. Іконников, аргументуючи своє прохання тим, що він займається історією історичної науки. Але Міністерство імператорського двору, у віданні якого перебувала ця посада, не став вникати в такі тонкощі і клопотання відхилив.